# Tiphobiosis cowiei
Tiphobiosis cowiei là một loài Trichoptera trong họ Hydrobiosidae. Chúng phân bố ở miền Australasia.